# Canencia
Canencia település Spanyolországban, Madrid tartományban. Canencia Alameda del Valle, Garganta de los Montes, Bustarviejo, Miraflores de la Sierra, Rascafría, Pinilla del Valle, Lozoya és Gargantilla del Lozoya y Pinilla de Buitrago községekkel határos. Lakosainak száma 469 fő (2024).

## Népesség
A település népessége az utóbbi években az alábbiak szerint változott:
| Lakosok száma | 404  | 457  | 495  | 523  | 484  | 476  | 448  | 447  | 455  | 469  |
|               | 2001 | 2004 | 2007 | 2009 | 2012 | 2014 | 2017 | 2019 | 2022 | 2024 |